# Schädellehre
Die Schädellehre ist ein anatomisch-physiologisches System der Kraniometrie des 19. Jahrhunderts und wurde von Franz Joseph Gall begründet und von Johann Spurzheim weiterentwickelt. Sie postuliert, dass eine vorurteilshafte Wahrnehmung einer bestimmten äußeren Schädelbildung auf gewisse geistige Attitüden schließen lasse. Unter dem Begriff Schädellehre wurde die Phrenologie im deutschen Sprachraum des ausgehenden 18. und dann im 19. Jahrhundert unter seiner geisteswissenschaftlichen Dimension bei Kant und im deutschen Idealismus kontrovers diskutiert. Der Determinismus der Schädellehre würde das moralische Handeln verunmöglichen und den Appell der Ethik fruchtlos machen. Heute wird die Schädellehre als Pseudowissenschaft betrachtet, wodurch sich allerdings der geisteswissenschaftliche Diskurs der menschlichen Freiheit über die Natur nicht erübrigt hat.

## Geschichte
Seit dem 17. Jahrhundert wurde die Seele immer mehr mit festen Strukturen des Gehirns in Verbindung gebracht. Aus diesem Gedanken heraus hat René Descartes seinen Dualismus von Seele und Körper entwickelt. Der Körper, die res extensa unter lag den Naturgesetzen. Die Seele, die res cogitans war frei und mit Willen ausgestattet. Über die Zirbeldrüse im Gehirn vermochte die Seele den Körper zu steuern. Descartes hat dafür selbst ausführliche anatomische Untersuchungen durchgeführt.

### Schädellehre
Aus diesem Dualismus heraus übertrug die Schädellehre die Überzeugung, dass eine gewisse Attitüde nicht nur den Körper lenkt, sondern diesen auch herausbildet. So vermutete Gall, eine Beziehung zwischen Begabung und äußeren Merkmalen feststellen zu können. Die verschiedenen (27) Gehirnregionen sollten demnach für die verschiedenen Funktionen verantwortlich sein: Lokalisation und leitete da heraus die Schädellehre ab. Besonders ausgeprägte oder unterentwickelte Hirnregionen seien als Buckel oder als Vertiefung am Schädel auszumachen. Zur Untermauerung seiner Theorie fertigte Gall Lebend- und Totenmasken von Prominenten, Kriminellen, Dieben, Mördern, Selbstmördern, Prostituierten, Geisteskranken usw. an. Seine Lehre war allerdings schon zu Lebzeiten umstritten. Am 3. Juli 1802 wurde ihm die Lehrerlaubnis an der Wiener Universität entzogen.

„Der Doctor Medicinä Gall giebt, wie ich vernehm, in seinem Hause Privatvorlesungen über die von ihm erfundene Theorie des menschlichen Hirnschädels und soll häufigen Besuch nicht nur von Männern, sondern auch von Weibern und jungen Mädchen erhalten. Da über diese Kopflehre, von welcher mit Enthusiasmus gesprochen wird, vielleicht mancher den eigenen Kopf verlieren dürfte, diese Lehre auch auf Materialismus zu führen mithin gegen die ersten Grundsätze der Religion und der Moral streiten scheint, so werden Sie diese Privatvorlesungen alsogleich durch die Nieder Österreichische Regierung einstellen und verbieten lassen.“

Gall zog daraufhin mit Spurzheim nach Berlin, wo er mehr Erfolg hatte: Gall untersuchte Strafgefangene und meinte, dass jedes Verbrechen auf eine Veränderung im Gehirn zurückzuführen sei. Deshalb müsse man heilen statt zu bestrafen. Nachdem Gall 1807 auch in Frankreich die Aufmerksamkeit des Regenten Napoleon Bonaparte erregte, zog er sich um 1820 auf seinen Landsitz in Montrouge bei Paris zurück, wo er bis an sein Lebensende als Praktiker ordinierte.

### Auswirkungen der Schädellehre
Wie dem Dekret des Kaisers zu entnehmen ist, war nicht nur die Teilnahme von Frauen und die Schädeljagd das bestimmende Element für das Verbot, sondern der vermutete Hinweis des Materialismus. Trotz aller Dementi von Seiten Galls, hat die Theorie die Tendenz zum Materialismus, Determinismus und Fatalismus: Die Annahme, dass die seelischen Eigenschaften des Menschen in den verschiedenen Regionen des Gehirns zu suchen seien und diese bei Verwundungen entfallen könnten, legte die Vorstellung einer unteilbaren und unsterblichen Seele ab. Die daraus resultierende Hypothese, dass es einen angeborenen und damit auch vererbbaren Mord- oder Raumsinn gäbe, stellte nicht nur die moralische Freiheit des Menschen und die juristische Zurechnungsfähigkeit des Verbrechers, sondern auch die Erziehbarkeit der Jugend in Frage. Gleichzeitig wurde ein gewisser Geniekult durch die neue Lehre etabliert, der sich aus der Natur ableiten lassen sollte und von der sich Gall eine Verbesserung der Menschheit versprach. Die Gegner dieser neuen Theorie waren vor allem im Bereich der Theologie und der Naturphilosophie zu finden. Am treffendsten brachte es Ludwig Börne auf den Punkt, wenn er Galls Schädellehre als „ein chemisches Reagens, das die Natur des wissenschaftlichen Zeitalters und seine Bestandteile kennen lehrte“. Die neue Theorie führe zu einer großen Begehrlichkeit nach Schädeln von bedeutenden Persönlichkeiten. Etliche Gräber wurden geplündert – so verschwanden die Schädel von z. B. Joseph Haydn, Betty Roose und René Descartes, oder Einzelteile wie die Schädelplatte des Komponisten Gaetano Donizetti. Mehrfach wurde Kants Schädel nach dem Tod 1804 und nach der Exhumierung 1880 daraufhin untersucht. Wilhelm Gottlieb Kelch schrieb ein nicht unbeachtetes Buch.

## Anhänger und Gegner der Schädellehre

### Goethe als Anhänger der Schädellehre

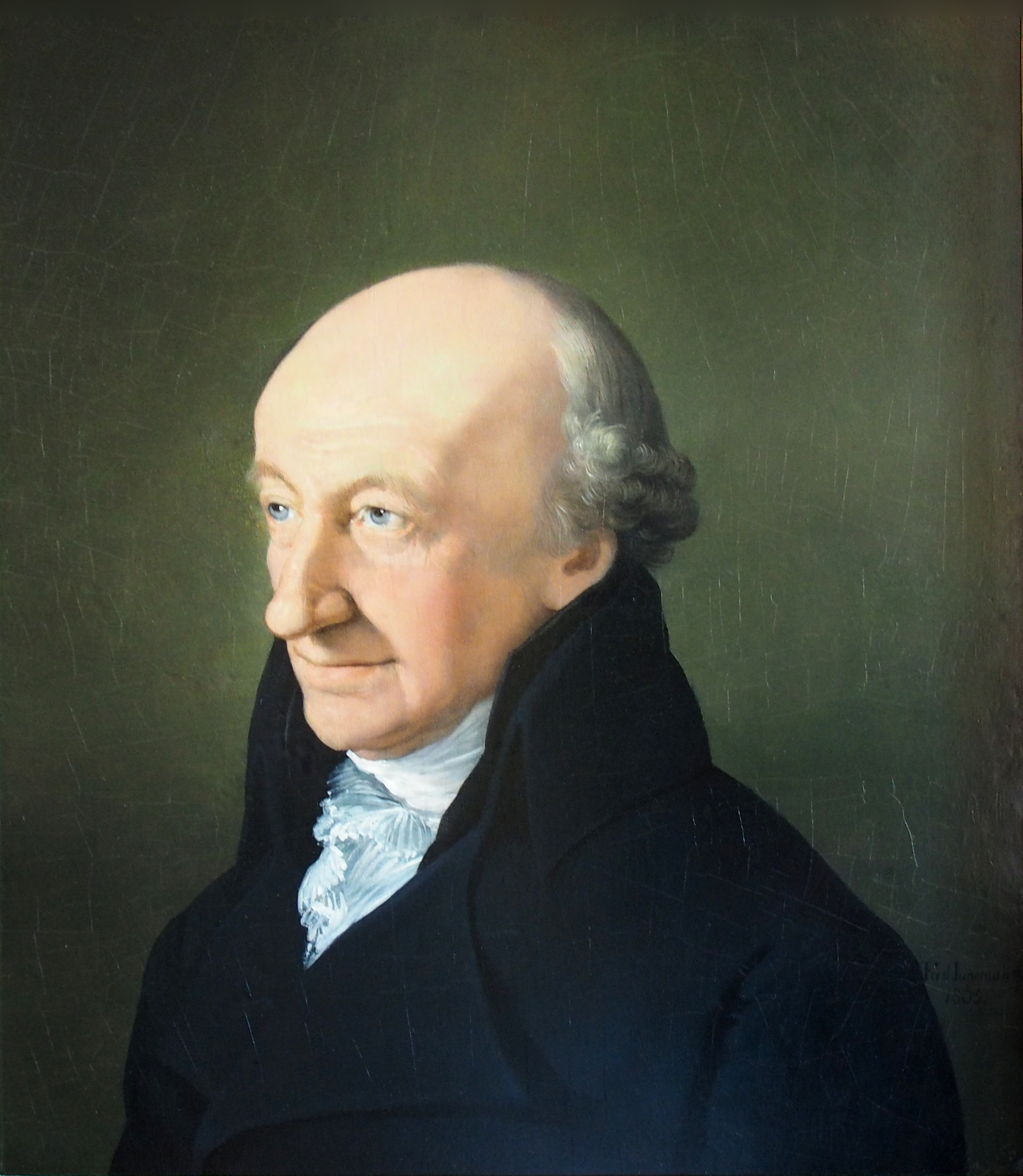
Christoph Martin Wieland

Eine erste Abhandlung über Galls Schädellehre erschien in Christoph Martin Wielands Der Teutsche Merkur vom Dezember 1789, also noch vor dem Verbot des Kaisers. Es ist nicht nachzuweisen, ob Goethe davon Kenntnis genommen hat, aber durch die räumliche Nähe ließe es sich vermuten. 1799 wohnte der Chirurg Ludwig Friedrich von Froriep Privatvorlesungen Galls in Wien bei und veröffentlichte diese in der Schrift: Darstellung der neuen, auf Untersuchungen der Verrichtung des Gehirns gegründeten Theorie der Physionomik des Hn. Dr. Gall in Wien. Diese Schrift erschien bei Friedrich Justin Bertuch in Weimar und lässt sich in der Bibliothek Goethes nachweisen. Bertuch berichtet in einem Brief an Froriep vom 18. November 1800 von der Sensation, die Frorieps „Gallismus“ auf Goethe gemacht habe. Im September 1805 kommt Gall nach Weimar und ein weiterer Besuch folgt im September 1807. Es ist ihm gelungen, dass Goethe sich zuvor vom Hofbildhauer Carl Gottlieb Weisser eine Lebendmaske abnehmen ließ, da Gall schon am 23. September 1807 in einem Brief an Bertuch schreibt: „Wenn Goethe da ist, so beschwören Sie ihn doch, daß er mir seinen prächtigen herrlichen Kopf abdrucken läßt. Alle Welt lacht mich aus, daß ich ihn nicht habe.“ Den zweiten Besuch Galls kommentiert Goethe in seinem Tagebuch vom 16. Oktober 1807: „Dr. Gall kam nach Tisch wieder, bis wir über seine neue Lehre bis gegen Abend sprachen; da ich mich für ihn abgießen ließ.“ Dies ist umso bemerkenswerter, als Johann Gottfried Schadow am 22. September 1802 den Dichterfürsten vergeblich bat, ihm den Kopf für eine Büste vermessen zu dürfen. So wurde Johann Wolfgang von Goethe besonderer Anhänger der Theorie Galls und teilte seine Ansicht, dass sich Genie und Wahnsinn aus den Wölbungen des Schädels ablesen lassen. Als am 9. Mai 1805 Friedrich Schiller starb, wurde er zwei Tage nach seinem Tod ohne jegliches Zeremoniell in die Gruft des sogenannten Weimarer Kassengewölbes hinabgelassen. 1826 sollte Schillers Sarg aus dem Gewölbe in ein eigenes Grab gebracht werden, doch waren die übereinander gestapelten Särge in der feuchten unterirdischen Gruft geborsten. Man fand im Durcheinander der verwesten Körper 23 Schädel, aus denen Schiller durch Vergleich mit einem Denkmal bestimmt wurde. Am 24. September 1826 wurde der Schädel Schillers nach Anordnung des Staatsministers Goethe aus der Großherzoglichen Bibliothek in sein Haus am Frauenplan getragen, wo man ihn fachgerecht präparierte. Neben Studien über den Schädel verfasste Goethe auch ein Gedicht: siehe: Bei Betrachtung von Schillers Schädel. Nach einer DNA-Analyse des Schädels mit dem Erbgut eines engsten Verwandten des Dichters ist jetzt eindeutig bewiesen, dass es sich bei dem Totenschädel nicht um den Schädel von Schiller handelt. Es wird auch darüber spekuliert, ob Gall oder Ludwig Friedrich von Froriep den Schillerschädel aus der Gruft entfernt hat.

### Kritik Hegels an der Schädellehre
Kurz vor der Schlacht bei Jena und Auerstedt vollendete Georg Wilhelm Friedrich Hegel die Phänomenologie des Geistes. Hegel war Goethe nicht nur räumlich nah, sondern als Minister für Kultus war Goethe damit auch Vorgesetzter Hegels bei seiner Professur in Jena. Daher sah sich Hegel gezwungen, in der PdG im Kapitel V: Gewissheit und Wahrheit der Vernunft unter dem Abschnitt A. Beobachtende Vernunft und C Beobachtungen der Beziehung des Selbstbewusstseins auf seine unmittelbare Wirklichkeit; Physiognomik und Schädellehre darauf einzugehen. Hegel war kein Dualist, sondern hatte eine ganz eigentümliche allgemeine Theorie über die Natur des Geistes. Er vertrat die These, dass der Geist mit seinen Zuständen aus körperlichen Verhalten bestehe, eine Art Behaviorismus. Hegel lehnte daher die Verbindung vom Äußeren zum Inneren ab:

„Eine solche willkürliche Verbindung von solchen, die ein Äußeres füreinander sind, gibt kein Gesetz. Die Physiognomik soll sich aber von anderen schlechten Künsten und heillosen Studien dadurch unterscheiden, daß sie die bestimmte Individualität in dem notwendigen Gegensatze eines Inneren und Äußeren, des Charakters als bewußten Wesens und ebendesselben als seiender Gestalt betrachtet und diese Momente so aufeinander bezieht, wie sie durch ihren Begriff aufeinander bezogen sind und daher den Inhalt eines Gesetzes ausmachen müssen. In der Astrologie, Chiromantie und dergleichen Wissenschaften hingegen scheint nur Äußeres auf Äußeres, irgend etwas auf ein ihm Fremdes bezogen zu sein.“

Daher lehnte er nicht nur den Dualismus ab, sondern auch die materialistische Auffassung von Gall, die den Geist und seine Zustände der Ausprägung eines gewissen Körperteils zuschreiben wollte. Der wahre Mensch sei vielmehr seine Tat:

„Dies Reflektiertsein ist zuerst verschieden von der Tat selbst und kann also etwas anderes sein und für etwas anderes genommen werden, als sie ist; man sieht es einem am Gesicht an, ob es ihm Ernst mit dem ist, was er sagt oder tut. – Umgekehrt aber ist dieses, was Ausdruck des Innern sein soll, zugleich seiender Ausdruck und fällt hiermit selbst in die Bestimmung des Seins herunter, das absolut zufällig für das selbstbewußte Wesen ist.“